# Pseudolampona jarrahdale
Pseudolampona jarrahdale là một loài nhện trong họ Lamponidae. Loài này được phát hiện ở Tây Úc.